# Orixá

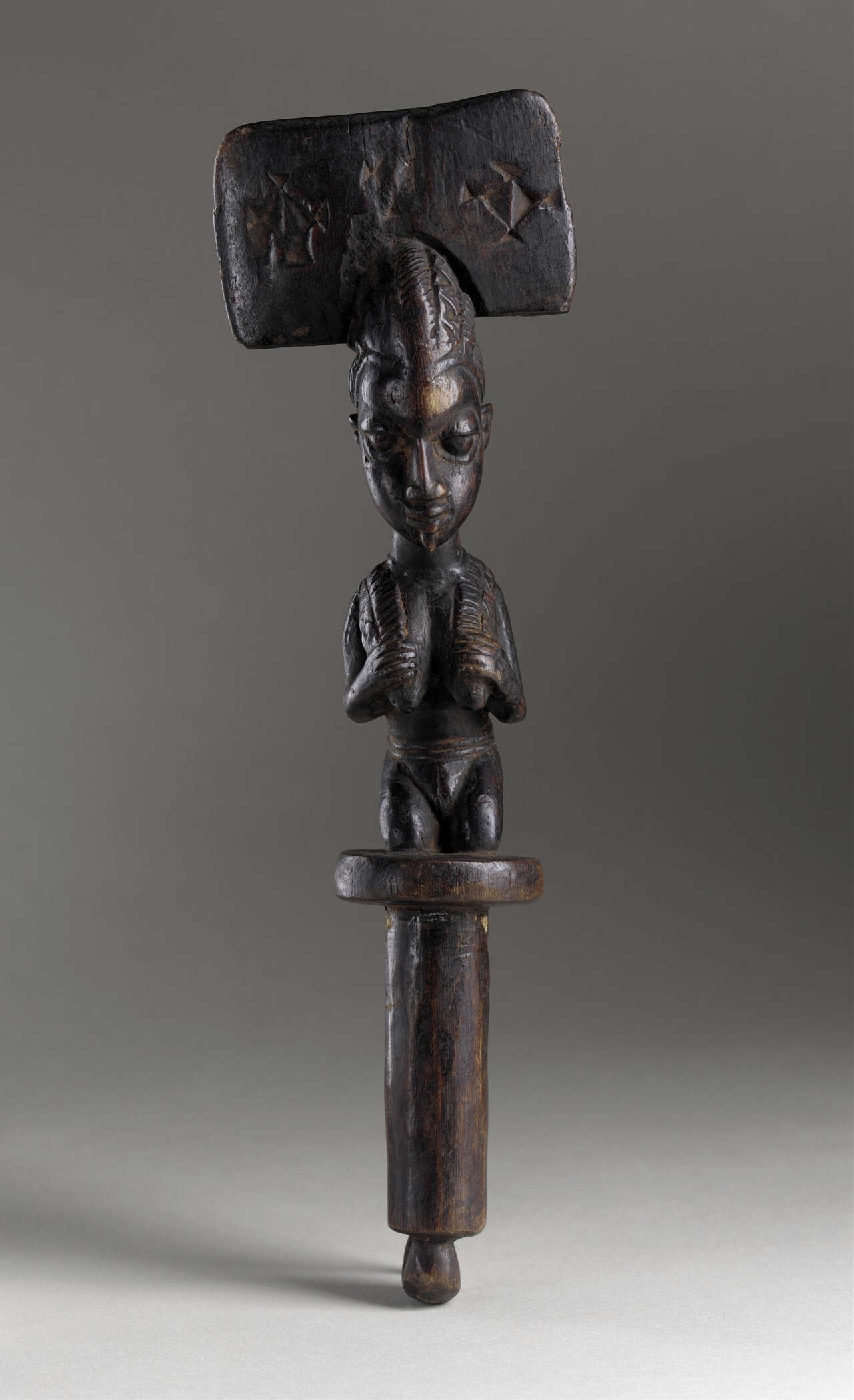
Bastão de dança para discípulo de Xangô no LACMA - Museu de Arte do Contado de Los Angeles

Orixás (em iorubá: Òrìṣà) são divindades da religião iorubá representados pela natureza. Dividem-se em dois grupos, os aborós (em iorubá: aborò) ou orixás masculinos, e as aiabás ou orixás femininas. Foram enviados por Olodumarê para a criação do mundo e após isso, ensinar e auxiliar a humanidade a viver no planeta. Quase todos encarnaram como humanos e tiveram vida terrena, mas já existiam anteriormente no Orum, e outros eram humanos que se tornaram orixás pelos seu feitos extraordinários e sabedoria durante a vida, ou porque teriam nascido com poderes sobrenaturais e podiam controlar a natureza, como: raios, chuvas, rios, fogo, vento, árvores, minérios e o controle de ofícios das condições humanas, como: agricultura, pesca, metalurgia, guerra, maternidade, saúde.
Como resultado do sincretismo que se deu durante o período da escravatura, com à imposição do catolicismo aos negros, cada orixá foi associado a um santo católico, para manterem os orixás vivos e não perder seu direito ao culto. Pois foram obrigados a disfarçá-los na roupagem dos santos católicos, aos quais cultuavam apenas aparentemente.
Desde 2005, o Bosque sagrado da orixá Oxum é um Patrimônio Mundial da UNESCO. e o oráculo Ifá do Orixá Orumilá uma Obra Prima da humanidade.

## História

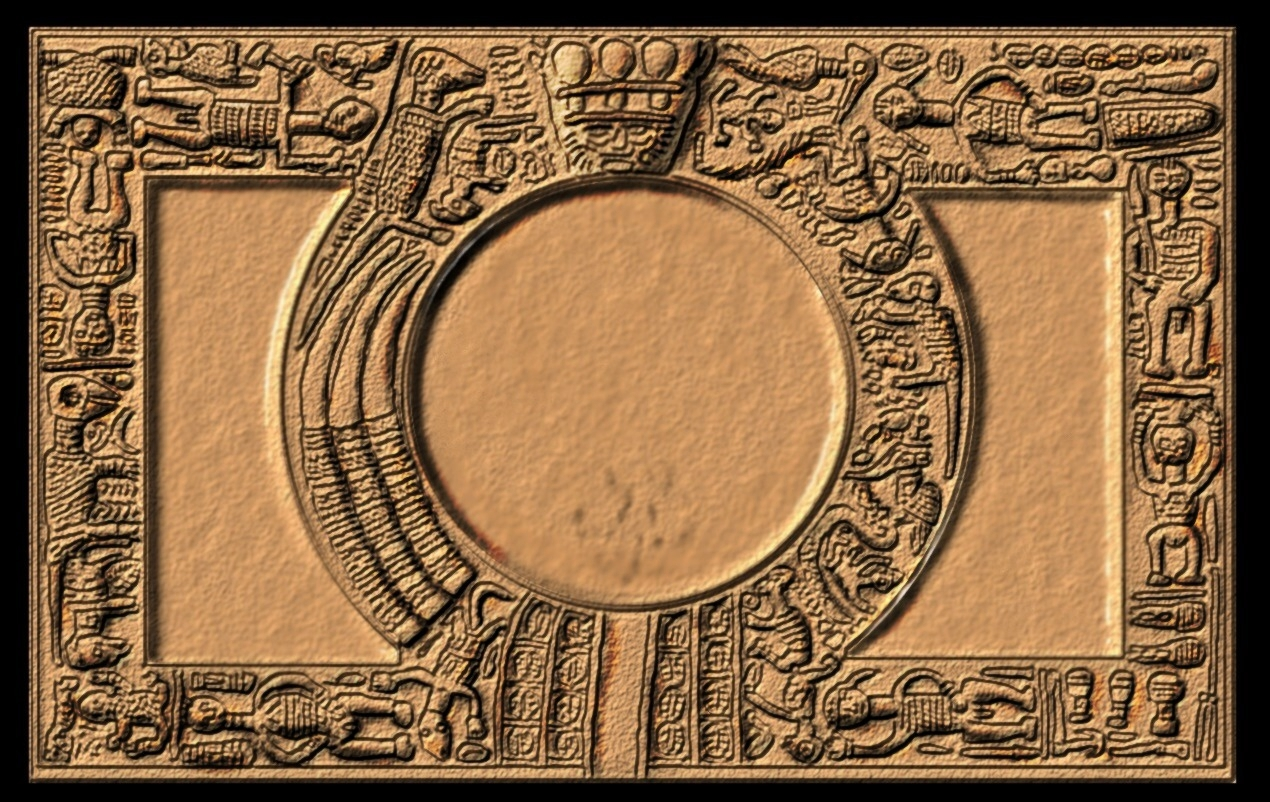
Culto tradicional de Ifá

Existe uma divisão nos cultos: Ifá, egungum, Orixá, vodum e inquice, são separados pelo tipo de iniciação sacerdotal.
- O culto de Ifá só inicia Babalaôs, não entram em transe.
- O culto aos egunguns só inicia Babaojés, não entram em transe.
- O Candomblé Queto inicia Iaôs, entram em transe com Orixá.
- O Candomblé Jeje inicia vodunces, entram em transe com vodum.
- O Candomblé Bantu inicia Muzenzas, entram em transe com inquice.

Em cada templo religioso são cultuados todos os orixás, diferenciando que nas casas grandes tem um quarto separado para cada Orixá, nas casas menores são cultuados em um único (quarto de santo) termo usado para designar o quarto onde são cultuados os orixás.
Alguns orixás são só assentados no templo para serem cultuados pela comunidade, exemplo: Odudua, Oraniã, Olocum, Olossá, Baiâni, Iami-Ajé que não são iniciados Iaôs para esses orixás.

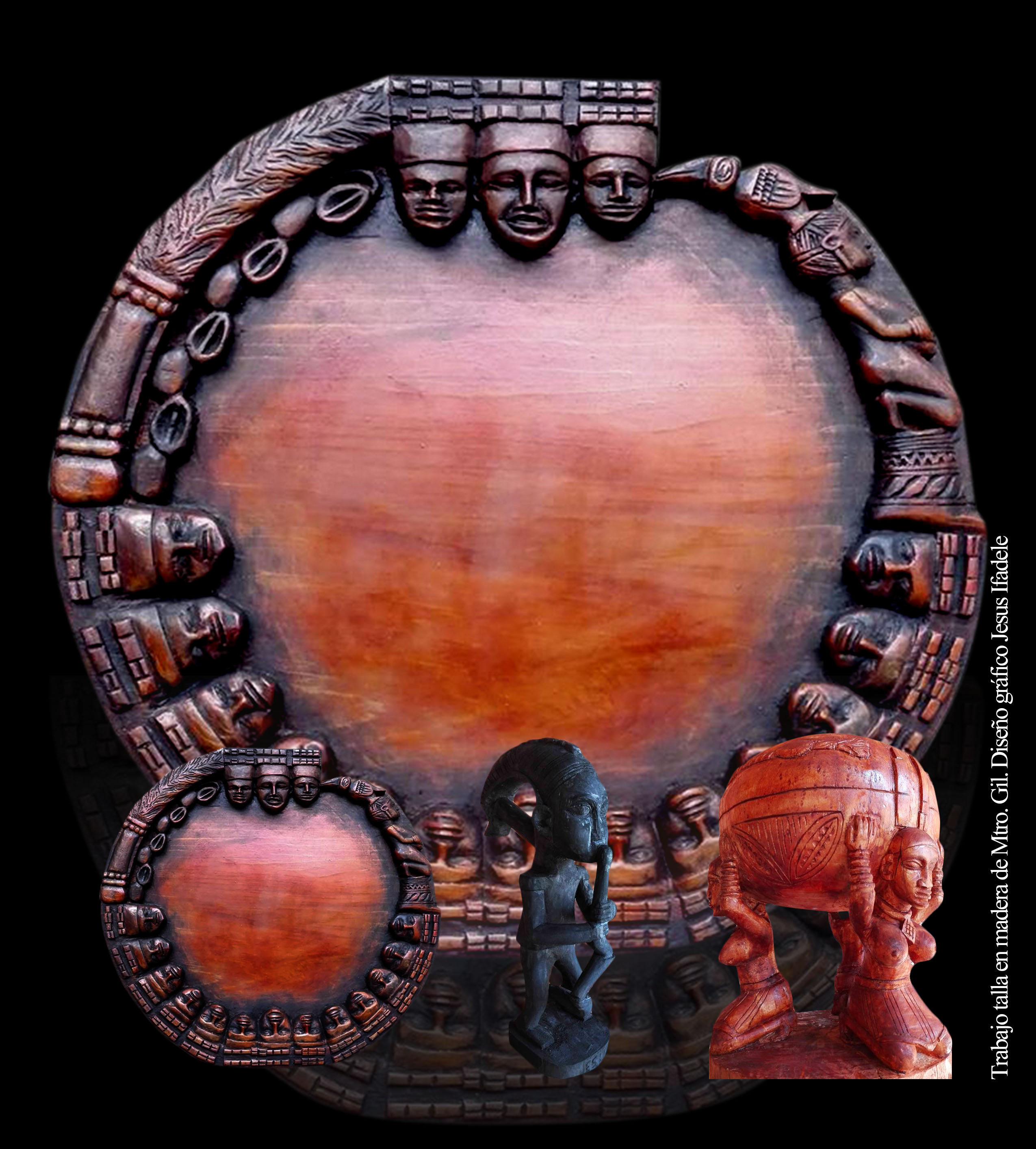
Opom Ifá

A Ialorixá ou o Babalorixá são responsáveis pela iniciação dos Iaôs e pelo culto de todo e qualquer orixá assentado no templo, auxiliada pelas pessoas designadas para cada função. Exemplo o Babaojé que cuida da parte dos Eguns e Babalossaim que é o encarregado das folhas.
Apesar de serem de origem daomeana, Nanã, Obaluaiê, Irocô, Oxumarê e Ieuá, são cultuados nas casas de nação Quetu, mas são muito raros os Iaôs que são iniciados, houve casos de passar vinte ou trinta anos sem se iniciar ninguém para esses orixás que são cultuados em locais separados dos outros.
Alguns orixás como Xangô, Oiá, Ogum, Oxóssi e outros, viveram como humanos (alguns já existiam antes de nascerem humanos, outros se tornaram orixás depois de humanos). E existem os que fizeram parte da criação do mundo esses só vieram para criar o mundo e retiraram-se para o Orum, o caso de Obatalá, e outros chamados Orixá funfum (branco).
Existem orixás que são cultuados pela comunidade em árvores como é o caso de Irocô, Apaocá, os orixás individuais de cada pessoa que é uma parte do orixá em si e são a ligação da pessoa, iniciada com o orixá divinizado; ou seja, uma pessoa que é de Xangô, seu orixá individual, é uma parte daquele Xangô divinizado, com todas as características, ou arquétipos.
Existe muita discussão sobre o assunto: uns dizem que o orixá pessoal é uma manifestação de dentro para fora, do Eu de cada um ligado ao orixá divinizado, outros dizem ser uma incorporação mas é rejeitada por muitos membros do candomblé, justificam que nem o culto aos egunguns é de incorporação e sim de materialização. Espíritos (eguns) são despachados (afastados) antes de toda cerimônia ou iniciação do candomblé.    

## Na África
Na África, cada Orixá estava ligado originalmente a uma cidade ou a um país inteiro. Tratava-se de uma série de cultos regionais ou nacionais. Xangô em Oió, Iemanjá na região dos ebás, Ieuá em ebadós, Ogum em Adô Equiti e Ondô, Oxum em Ilexá, Oxobô e Ijebu Ode, Erinlé em Ilobu, Logunedé em Ilexá, Otim em Inisa, Oxalá-Obatalá em Ifé, subdivididos em Oxalufã em Ifo e Oxaguiã em Ejibó.
A realização das cerimônias de adoração ao orixá é assegurada pelos sacerdotes designados para tal em sua tribo ou cidade.
Orixás na Religião iorubá :
- Exu, Orixá guardião dos templos, encruzilhadas, passagens, casas, cidades e das pessoas, mensageiro divino dos oráculos[10].
- Ogum, Orixá do ferro, guerra, fogo, e tecnologia.
- Oxóssi, Orixá da caça e da fartura.
- Logunedé, Orixá jovem da caça e da pesca.
- Xangô, Orixá do fogo e trovão, protetor da justiça.
- Airá, Usa branco, tem profundas ligações com Oxalá e com Xangô.
- Obaluaiê, Orixá das doenças epidérmicas e pragas, Orixá da Cura.
- Oxumarê, Orixá da chuva e do arco-íris, o Dono das Cobras.
- Oçânhim, Orixá das Folhas, conhece o segredo de todas elas.
- Oiá ou Iansã, Orixá feminino dos ventos, relâmpagos, tempestades, e do Rio Niger.
- Oxum, Orixá feminino dos rios, do ouro, do jogo de búzios, e do amor.
- Iemanjá, Orixá feminino dos lagos, mares e fertilidade, mãe de muitos Orixás.
- Nanã, Orixá feminino dos pântanos, e da morte, mãe de Obaluaiê.
- Ieuá, Orixá feminino do Rio Yewa.
- Obá, Orixá feminino do Rio Oba, uma das esposas de Xangô.
- Axabó, Orixá feminino da família de Xangô.
- Ibeji, Orixás gêmeos.
- Irocô, Orixá da árvore sagrada, (gameleira branca no Brasil).
- Egungum, ancestral cultuado após a morte em casas separadas dos Orixás.
- Iami-Ajé, é a sacralização da figura materna, a grande mãe feiticeira.
- Onilé, Orixá do culto aos egunguns.
- Oxalá, Orixá do Branco, da Paz, da Fé.
- Obatalá ou Orixanlá, o mais respeitado, o pai de quase todos orixás, criador do mundo e dos corpos humanos.
- Ifá ou Orunmila-Ifa, Ifá é o porta-voz de Orunmila, Orixá da Adivinhação e do destino.
- Odudua, Orixá também tido como criador do mundo, pai de Oraniã e dos iorubás.
- Oraniã, Orixá filho mais novo de Odudua.
- Baiâni, Orixá também chamado Dadá Ajacá.
- Olocum, Orixá divindade do mar.
- Olossá, Orixá dos lagos e lagoas.
- Oxalufã, Qualidade de Oxalá velho e sábio.
- Oxaguiã, Qualidade de Oxalá jovem e guerreiro.
- Ocô, Orixá da agricultura.

## No Brasil

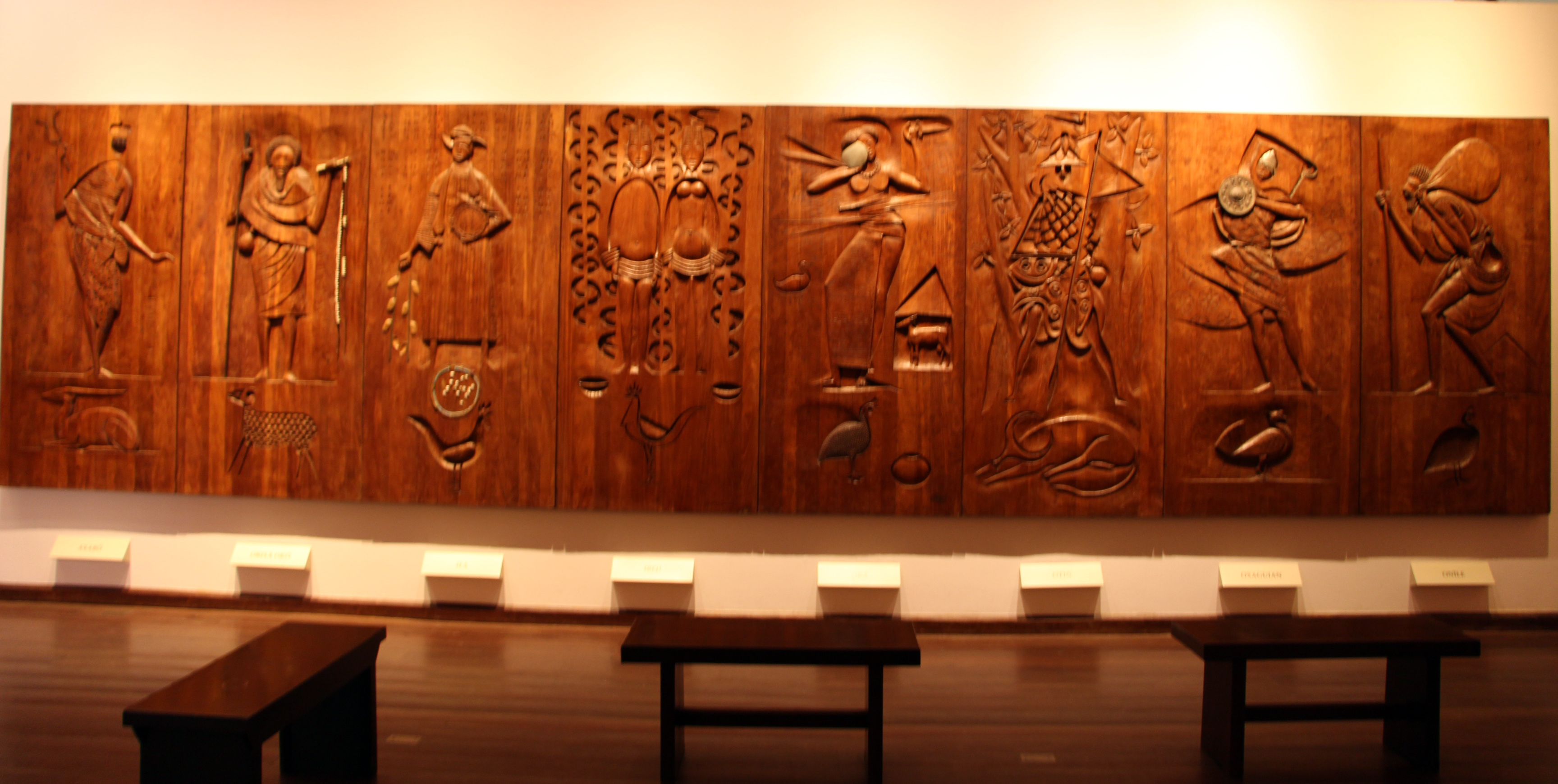
Esculturas de Carybé no Museu Afro-Brasileiro, Salvador

No Brasil, em cada templo religioso, são cultuados todos os Orixás, diferenciando que nas casas grandes tem um quarto separado para cada Orixá, nas casas menores são cultuados em um único quarto de santo, expressão usada para designar o quarto onde são cultuados os Orixás.

## Esculturas de Carybé no Museu Afro-brasileiro, Salvador.

Galeria de Esculturas
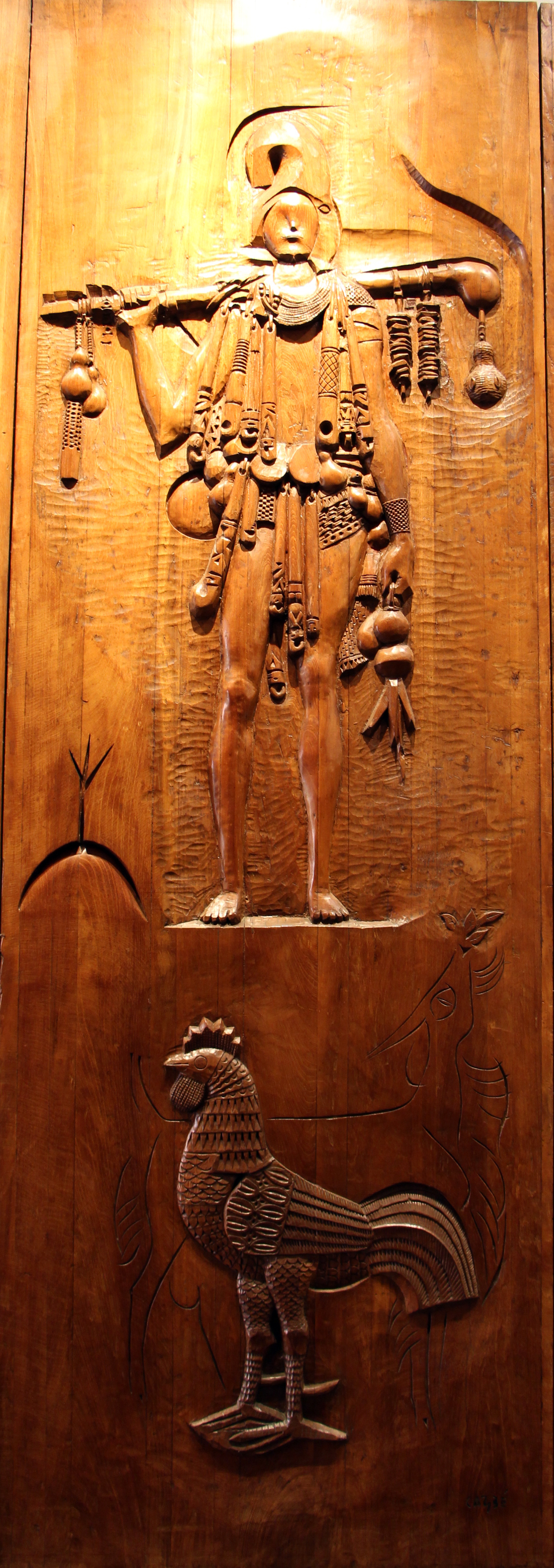
Exu
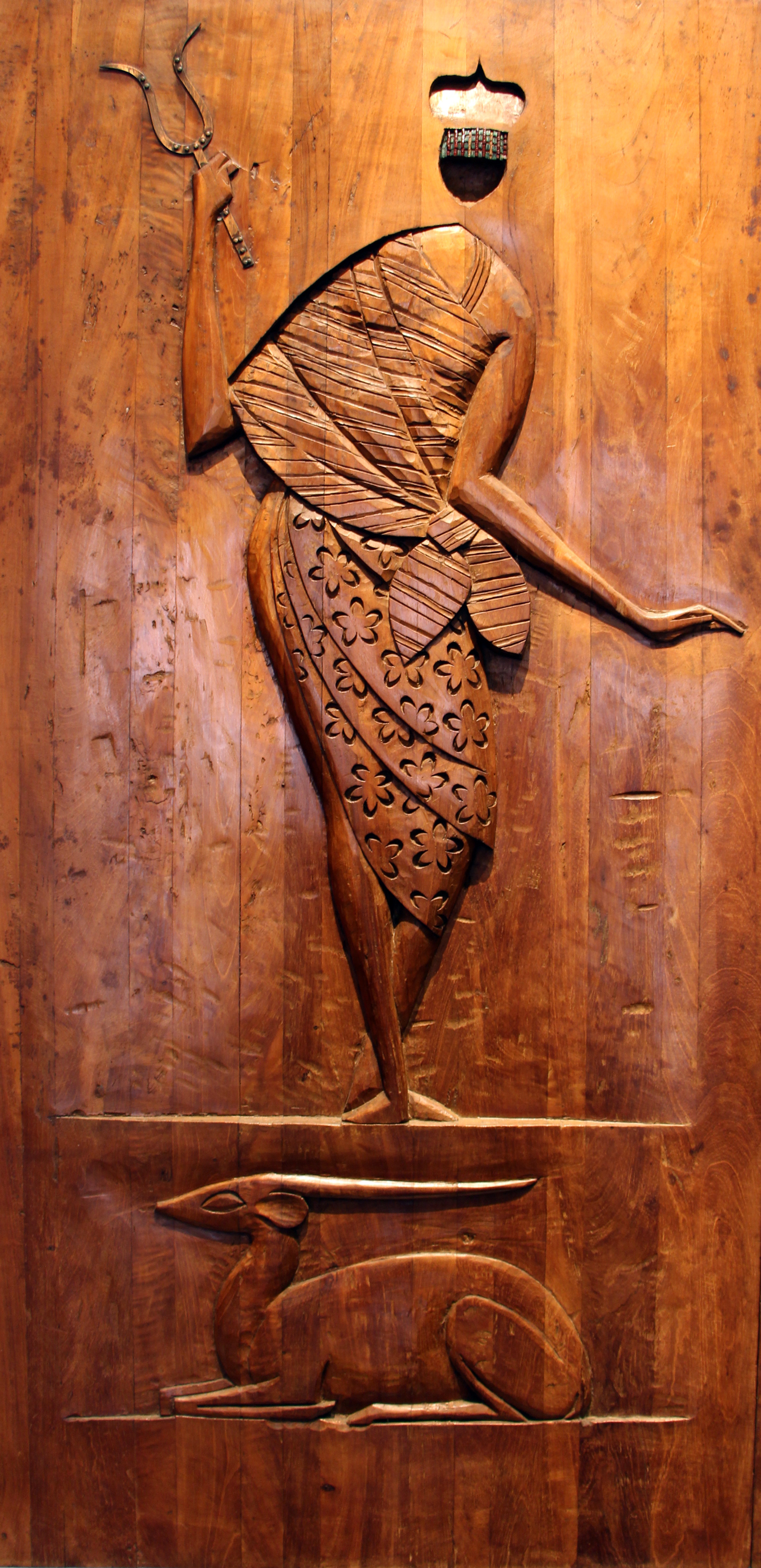
Axabó
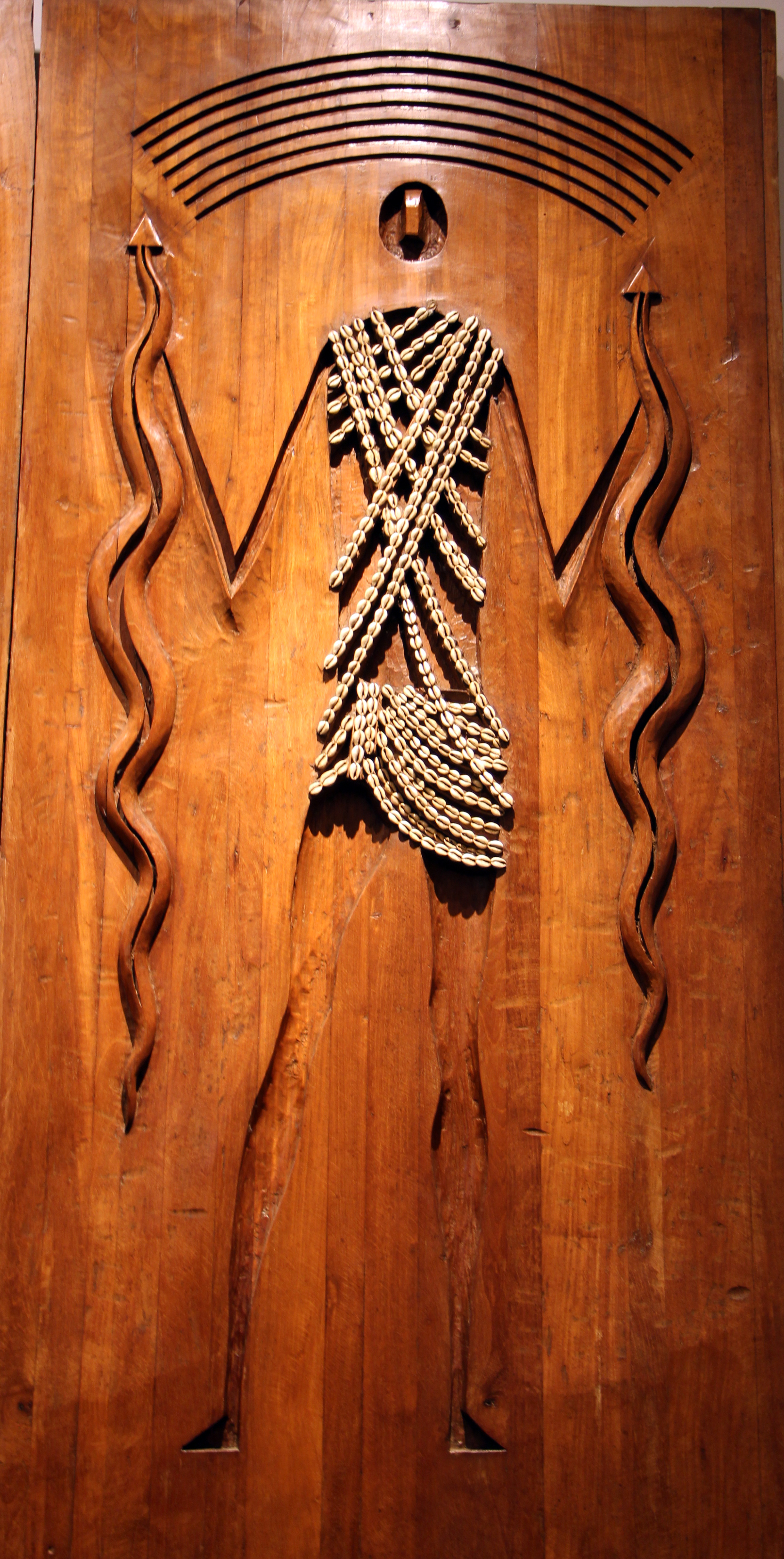
Oxumarê
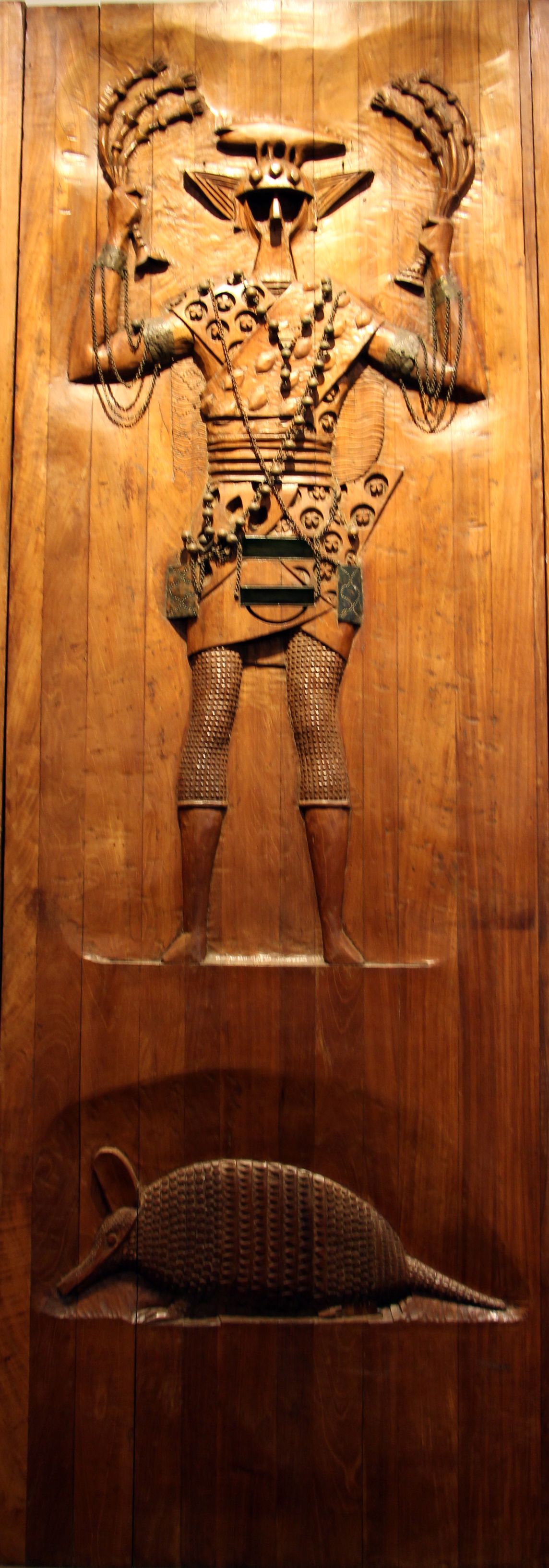
Erinlé/Ibualamá
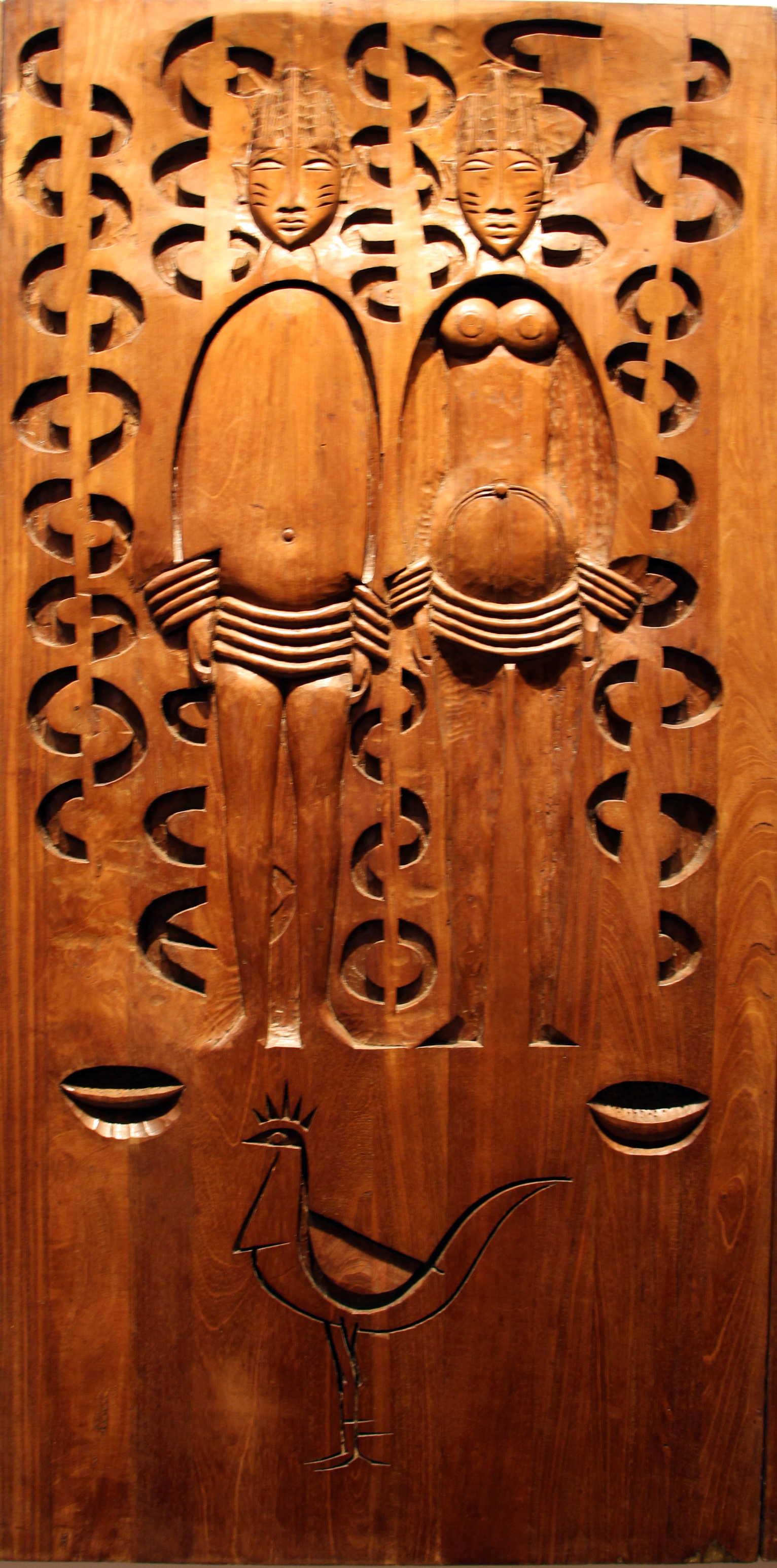
Ibeji
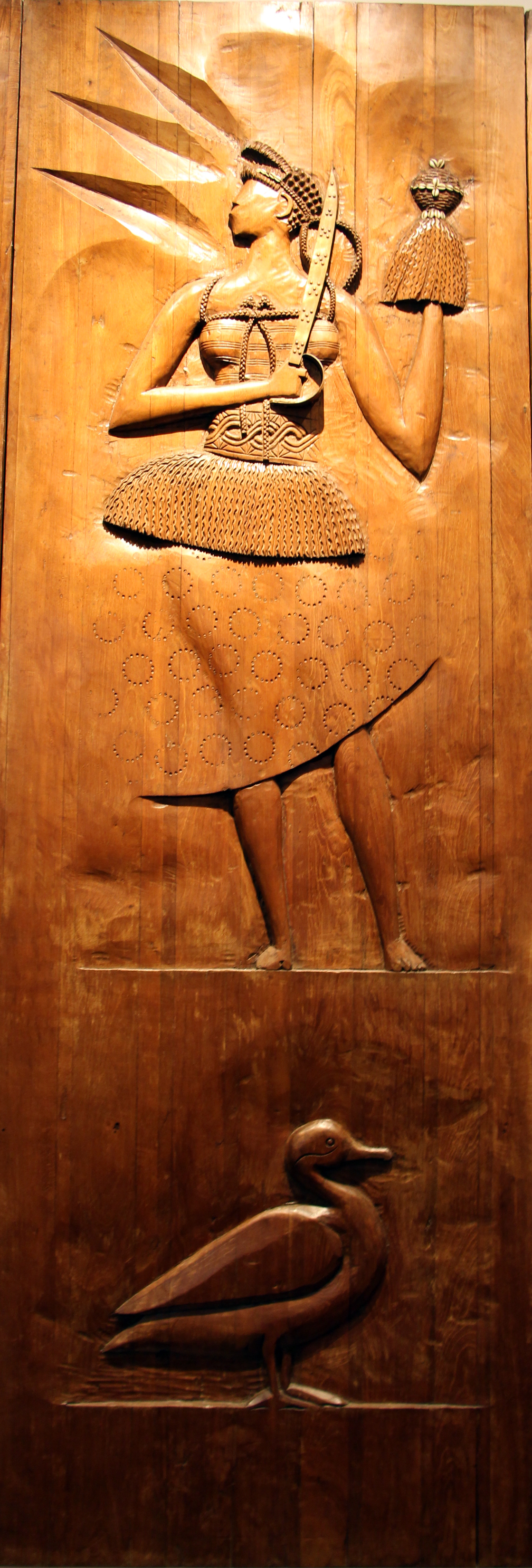
Ieubá
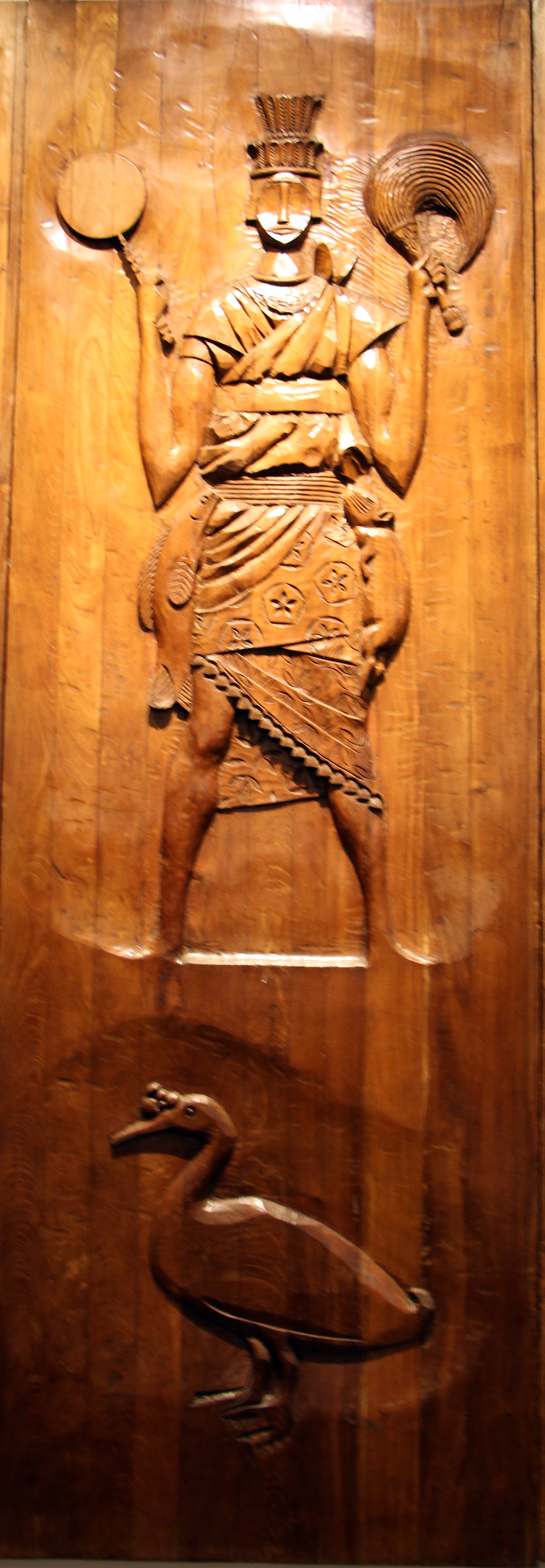
Logunedé
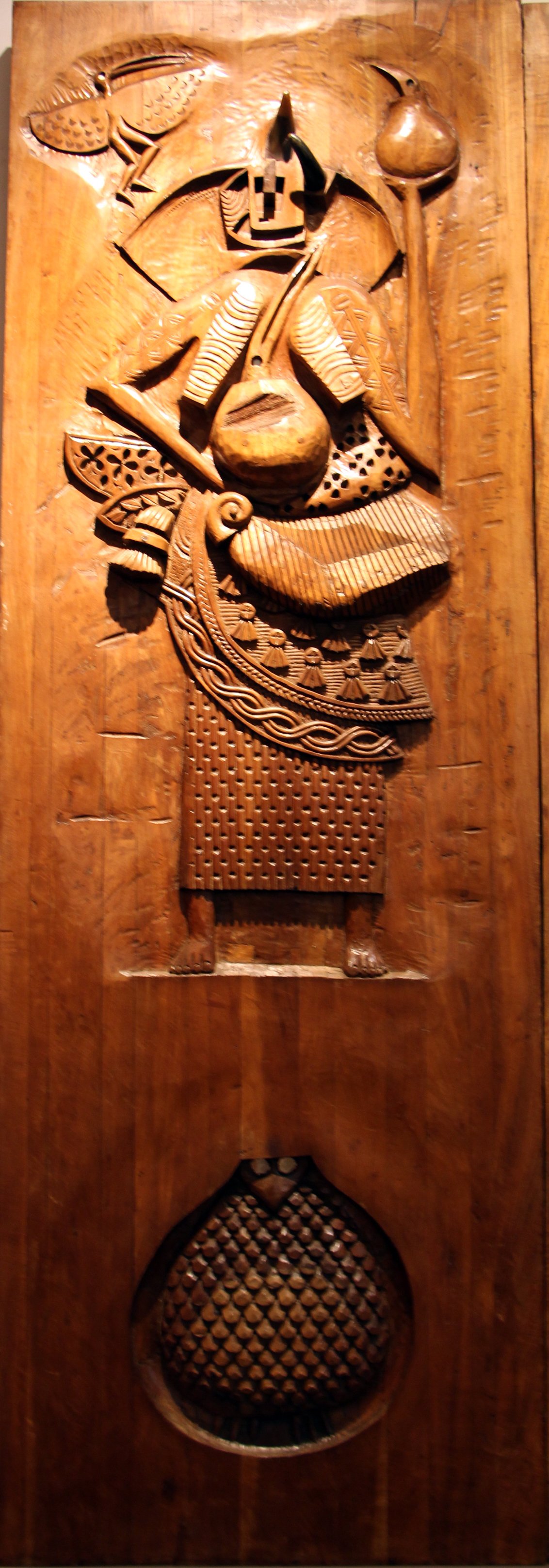
Iami Oxorongá
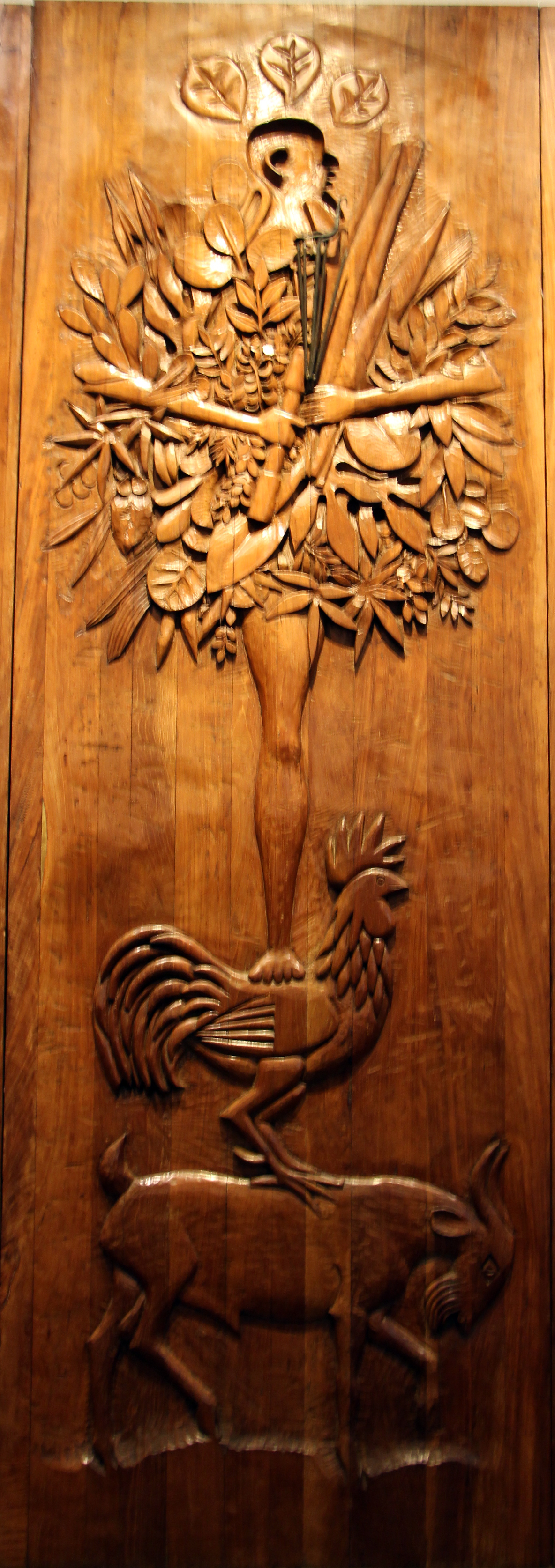
Oçânhim
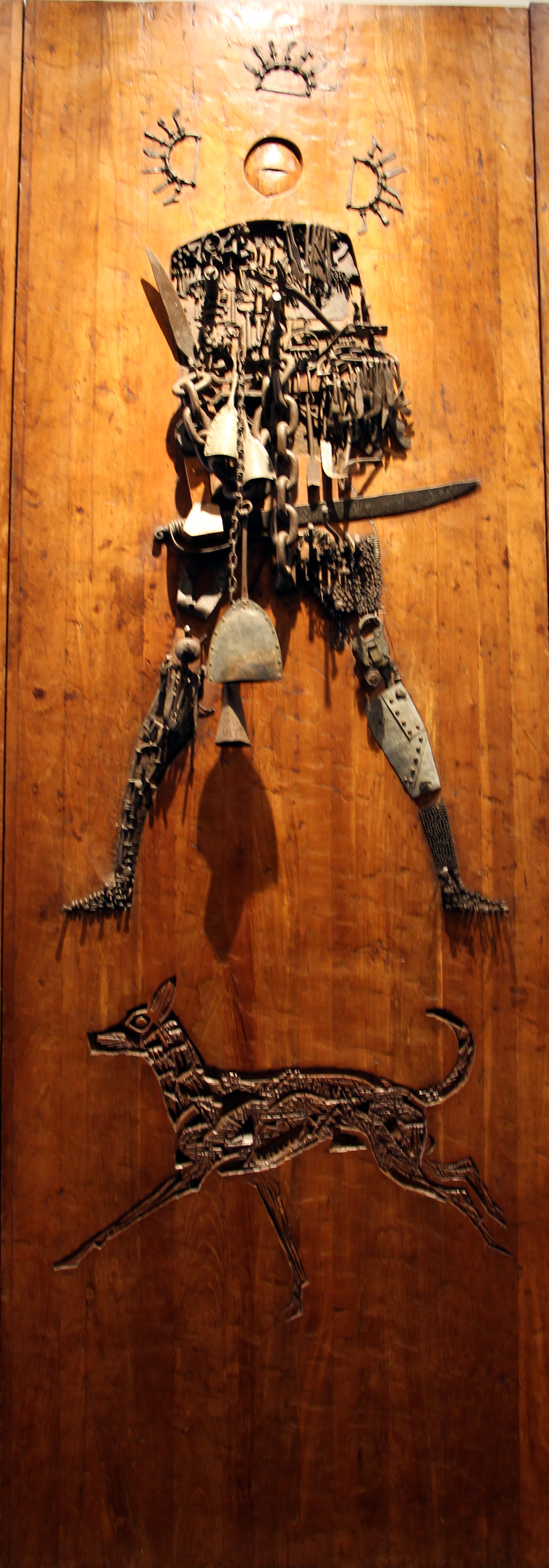
Ogum
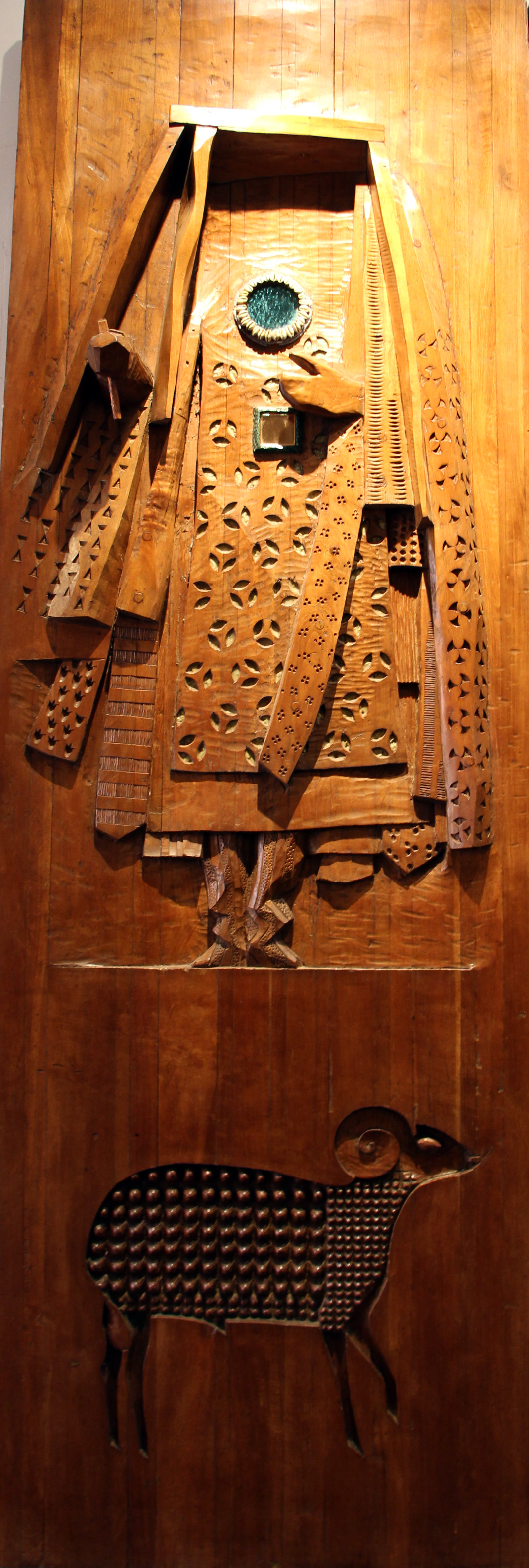
Babá Abaolá (Egungum)
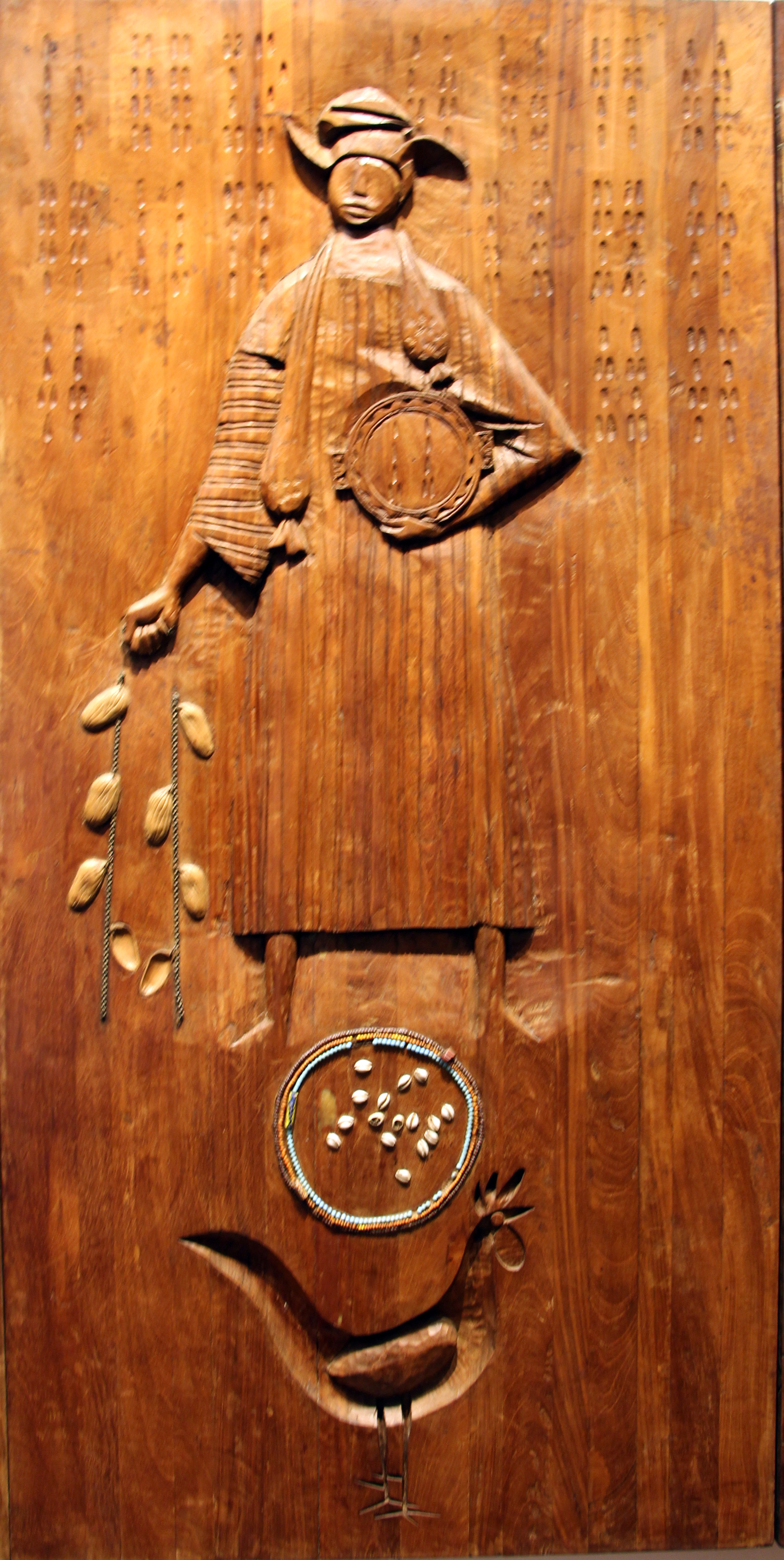
Ifá/Orumilá
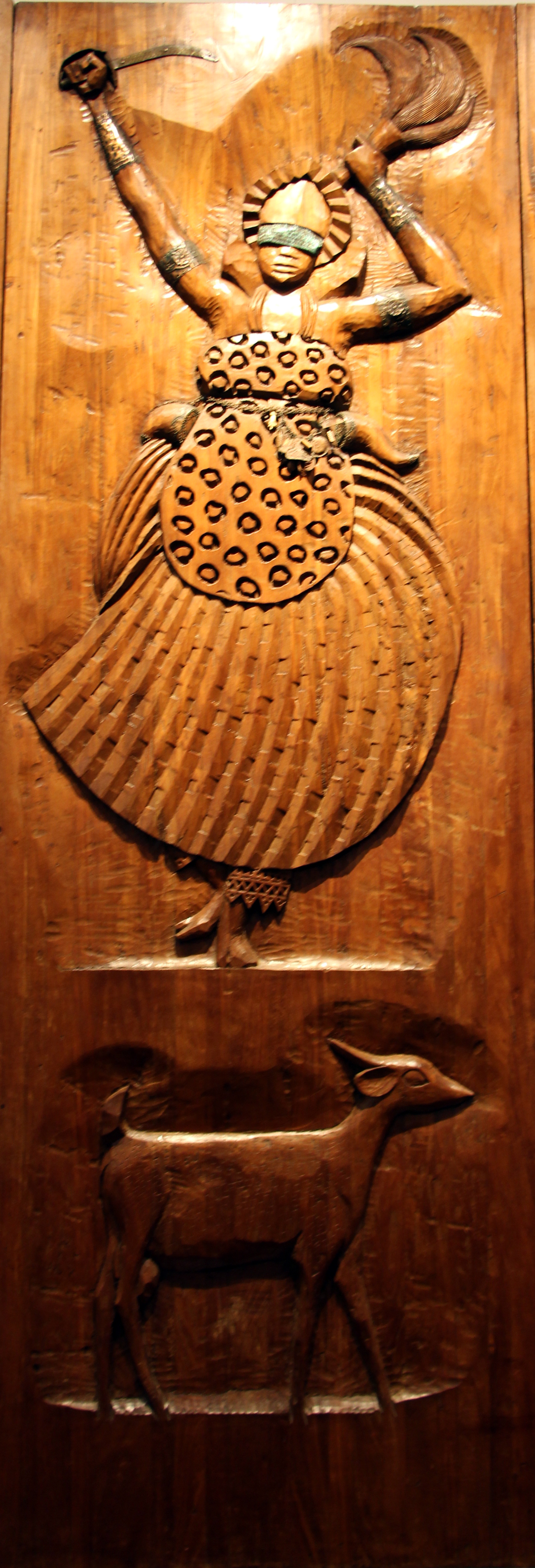
Iansã
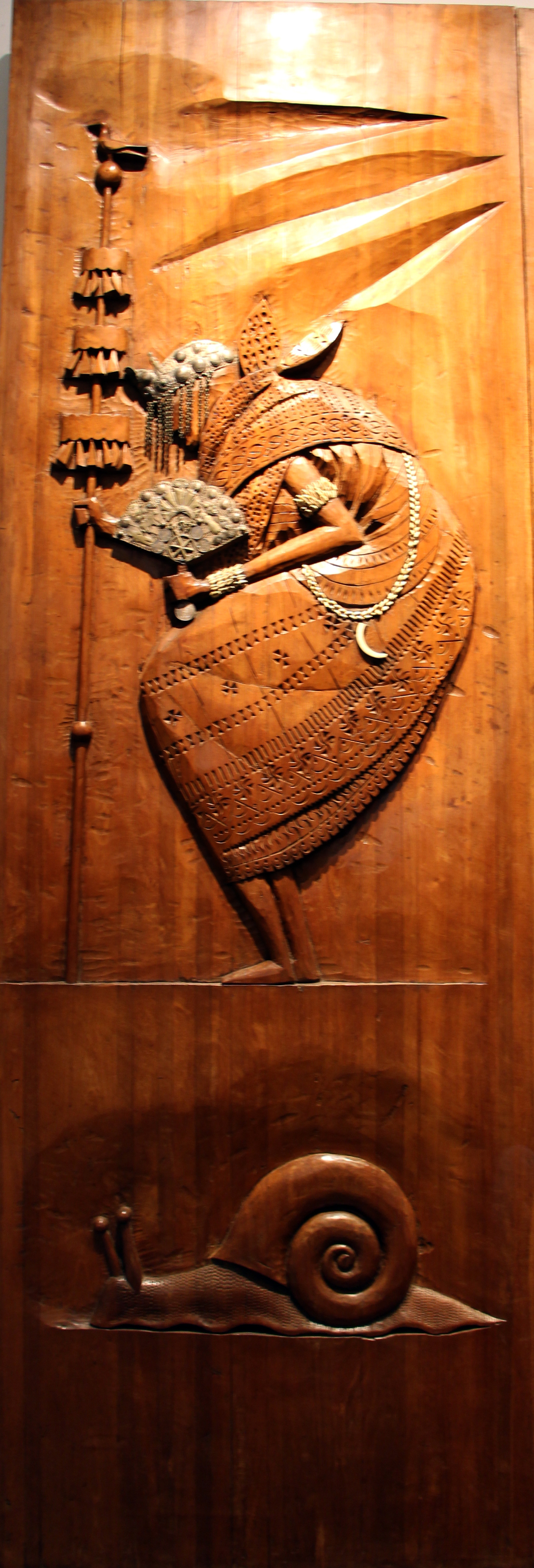
Oxalufã
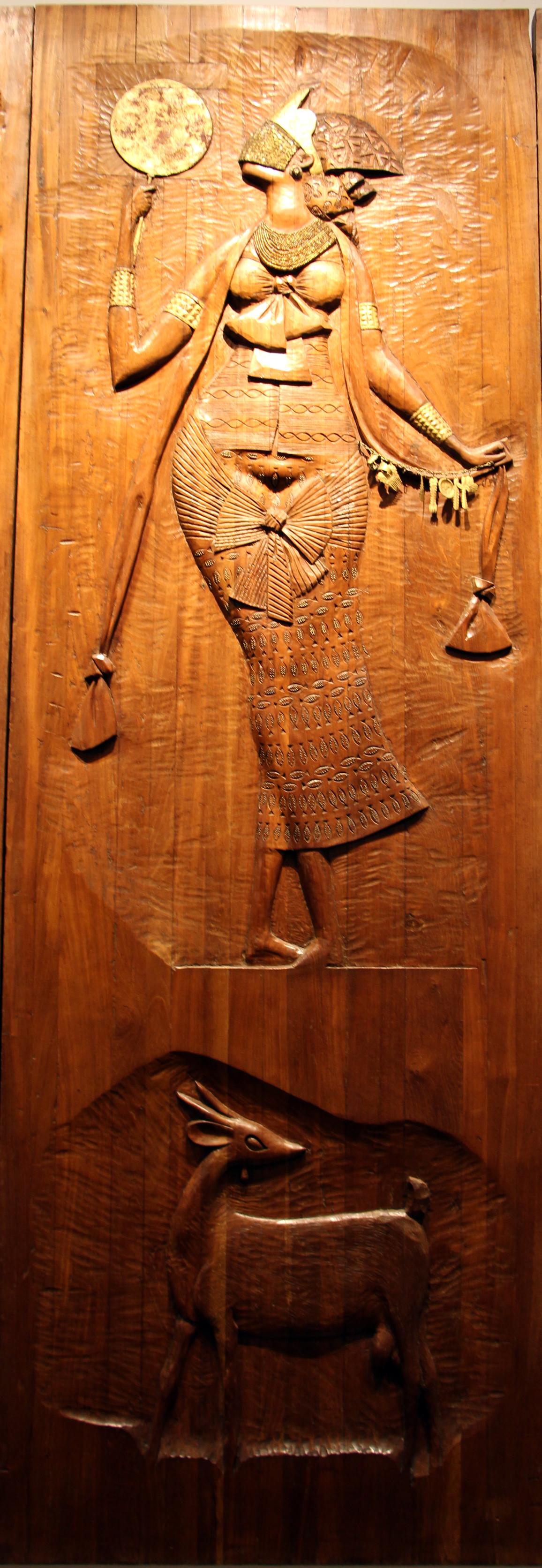
Oxum
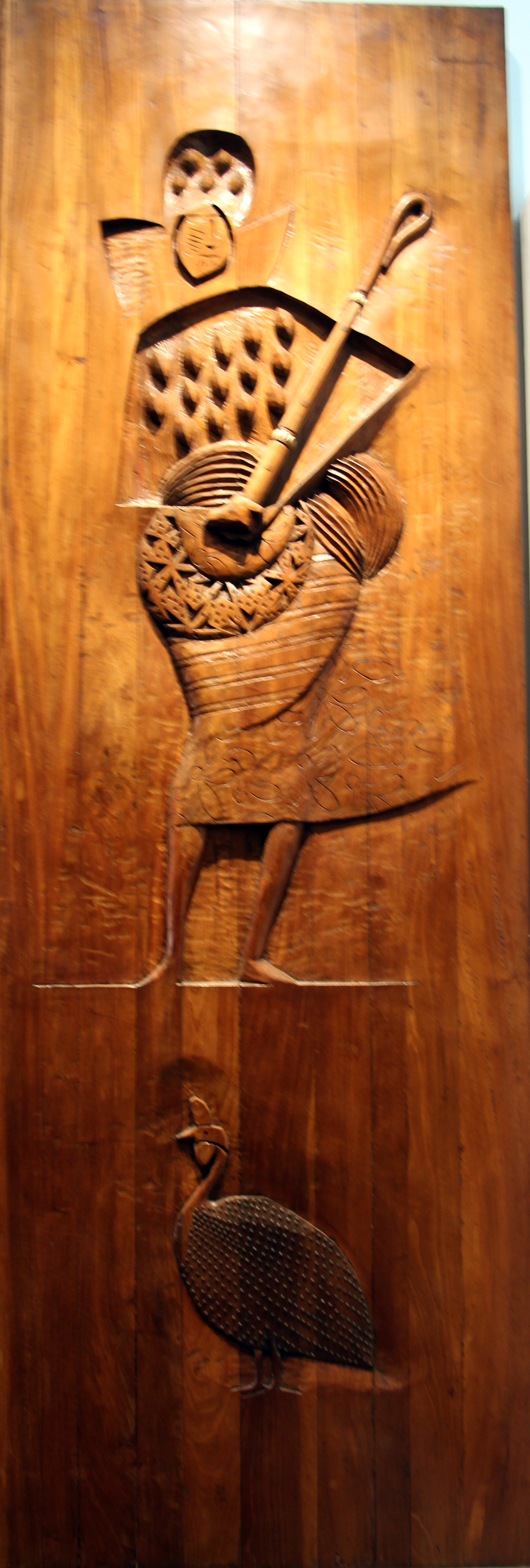
Nanã
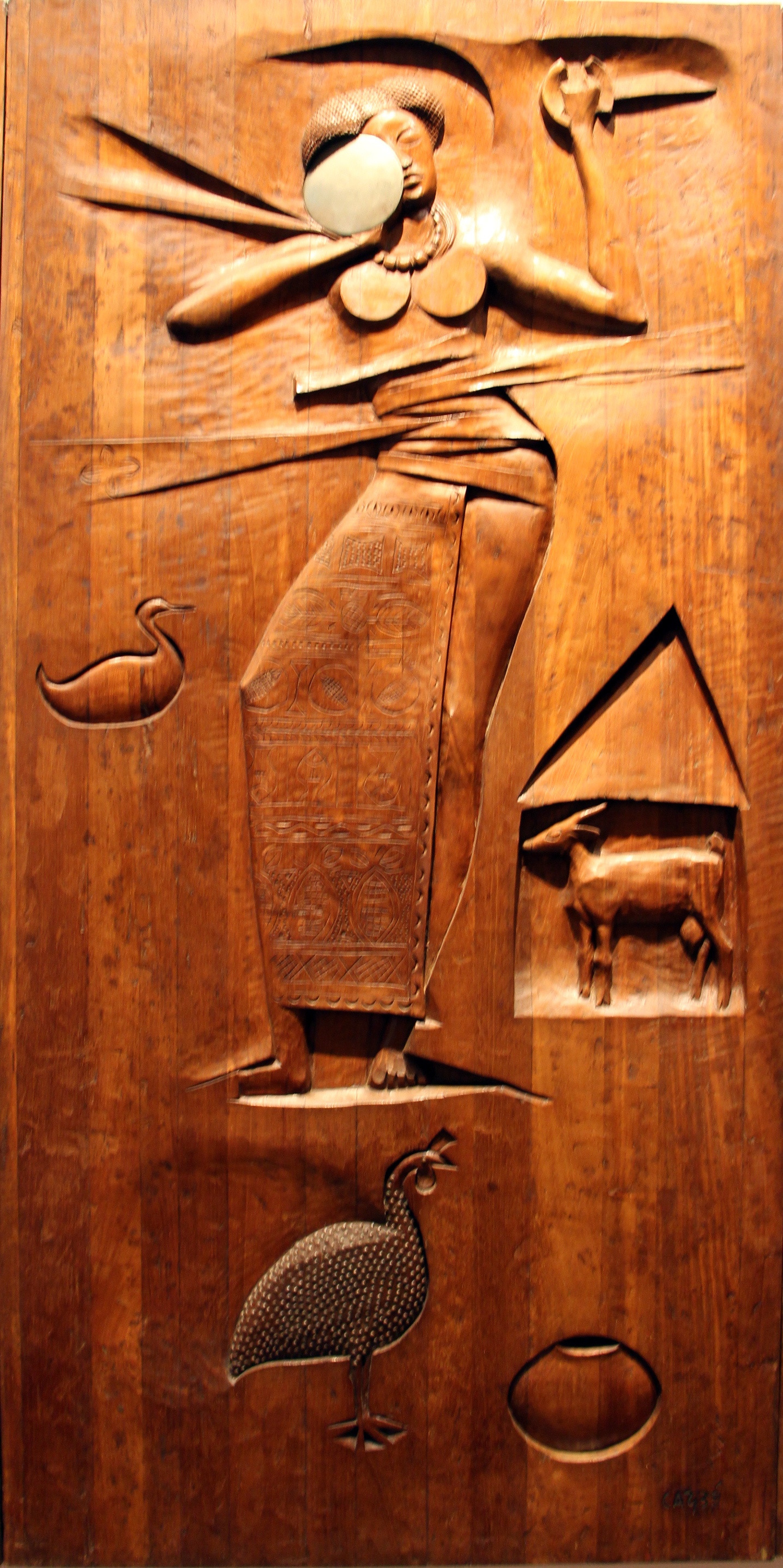
Obá
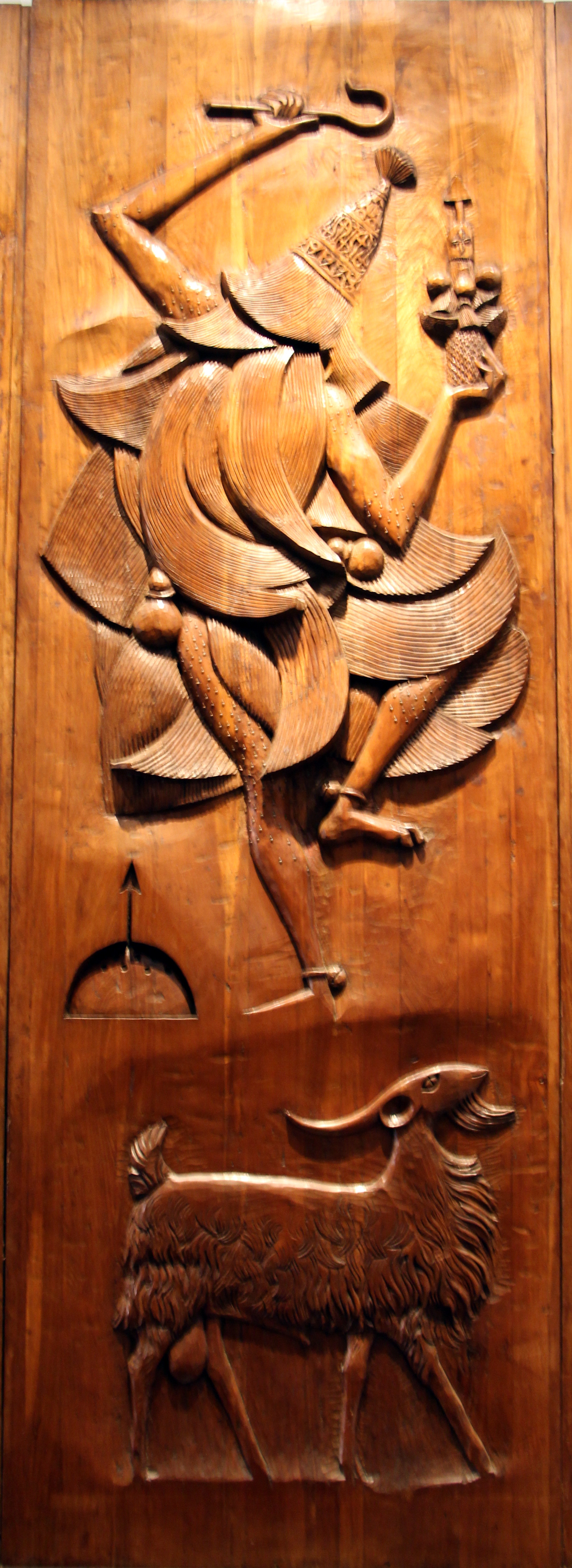
Obaluaiê
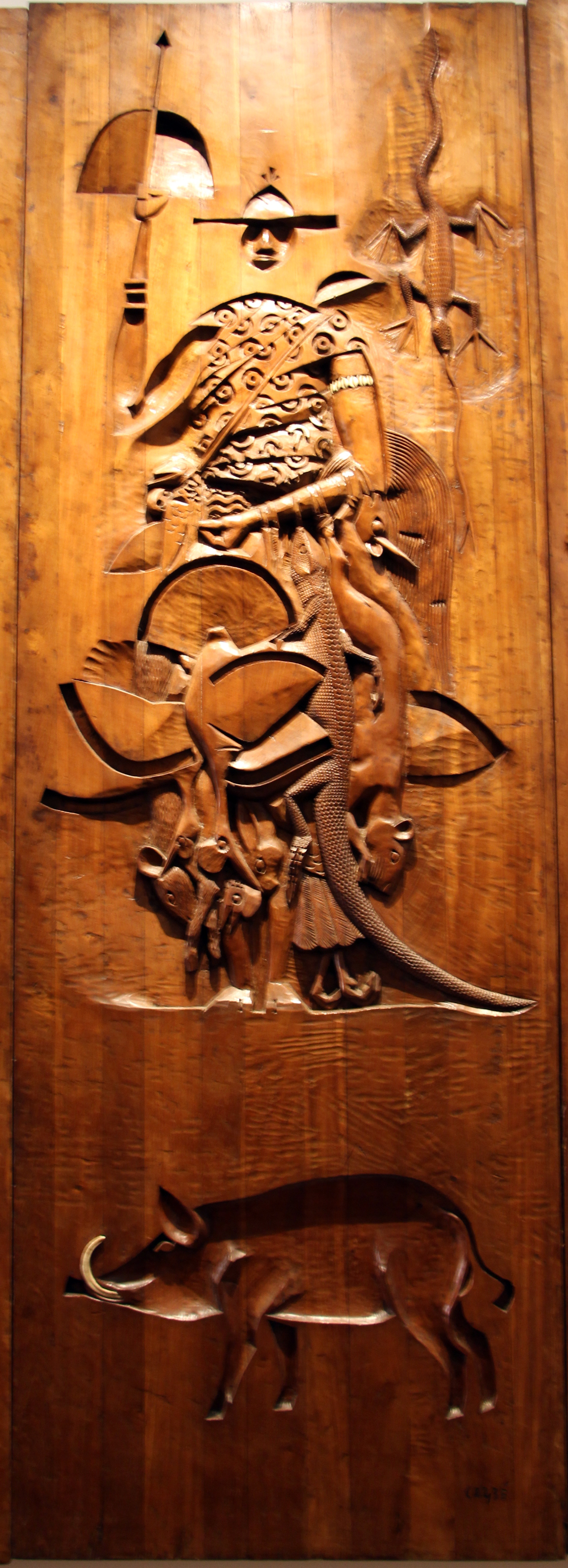
Oxóssi
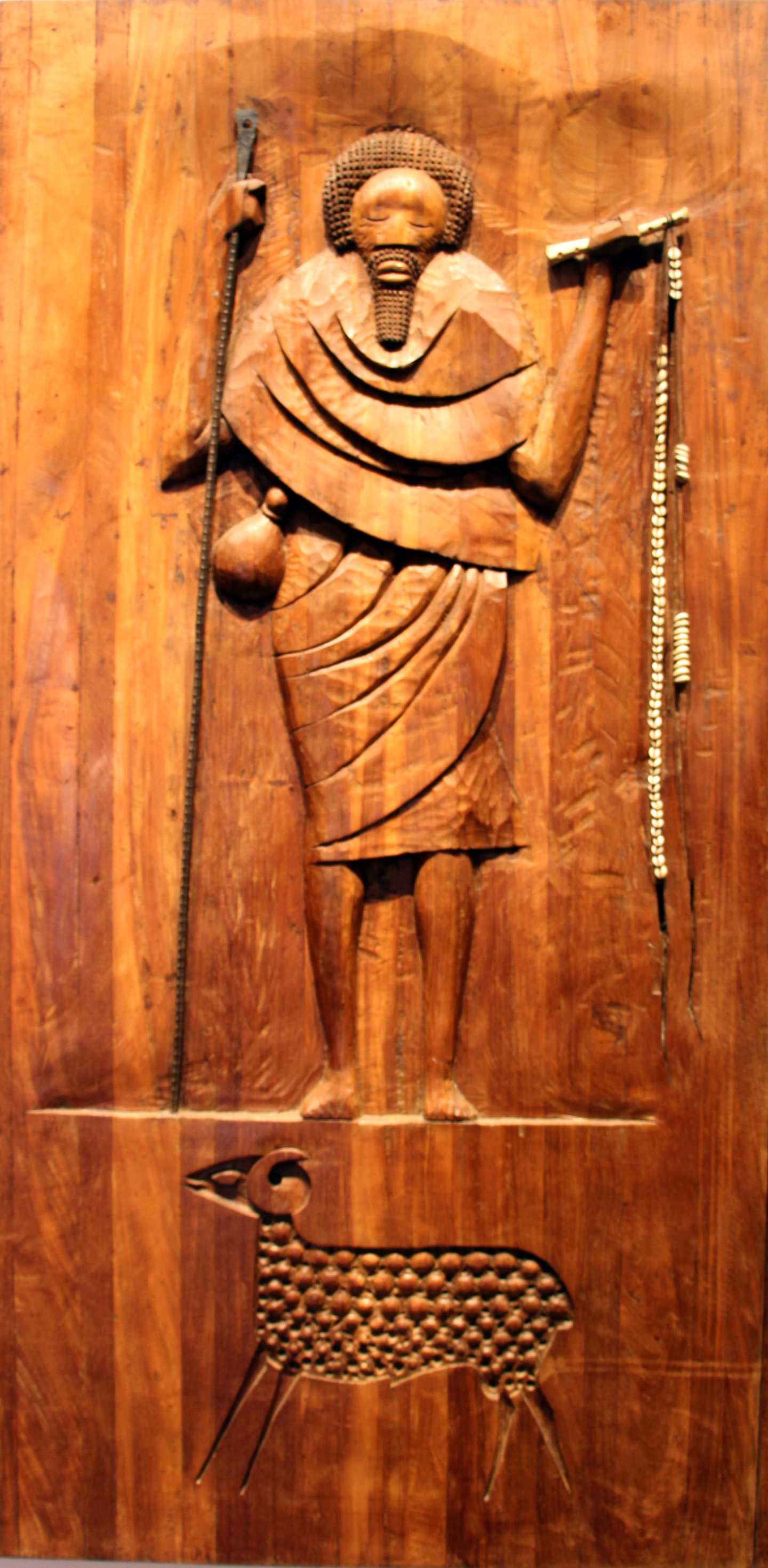
Ocô
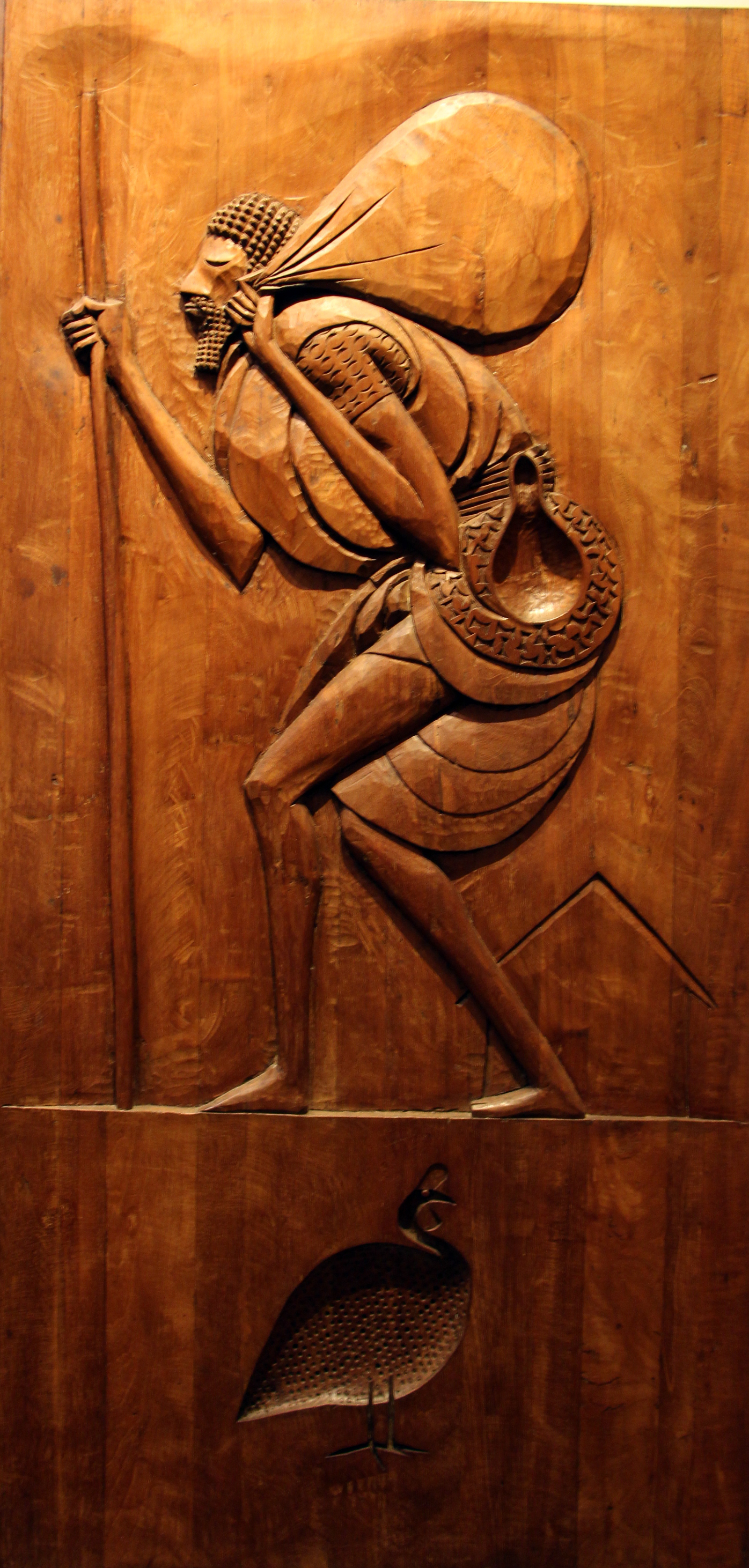
Onilé
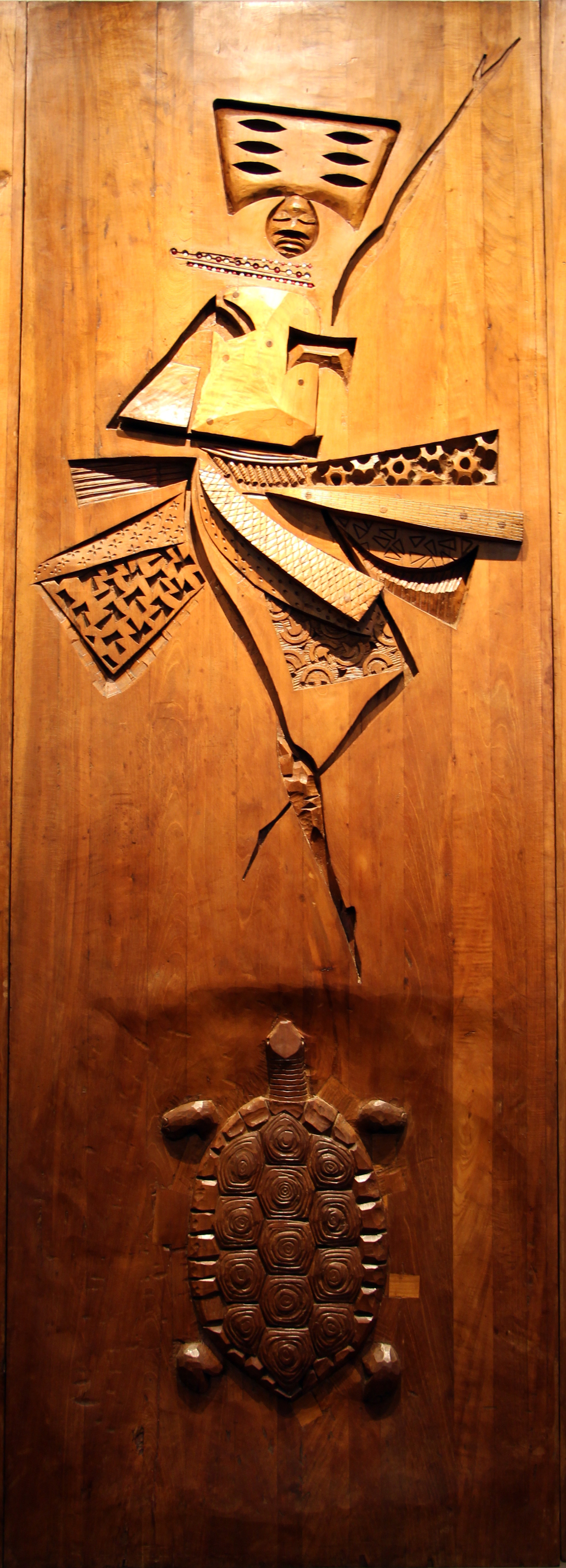
Xangô
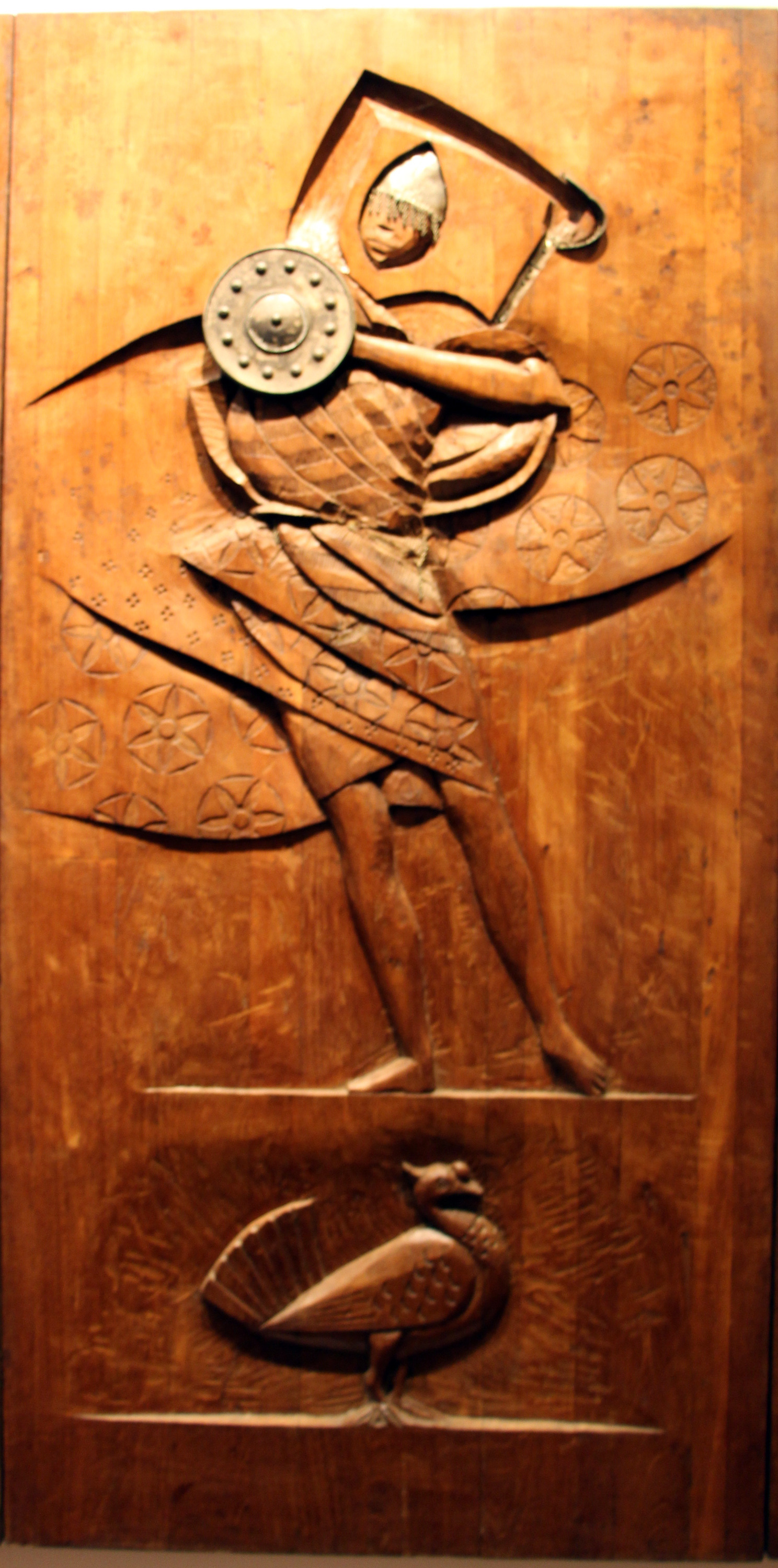
Oxaguiã
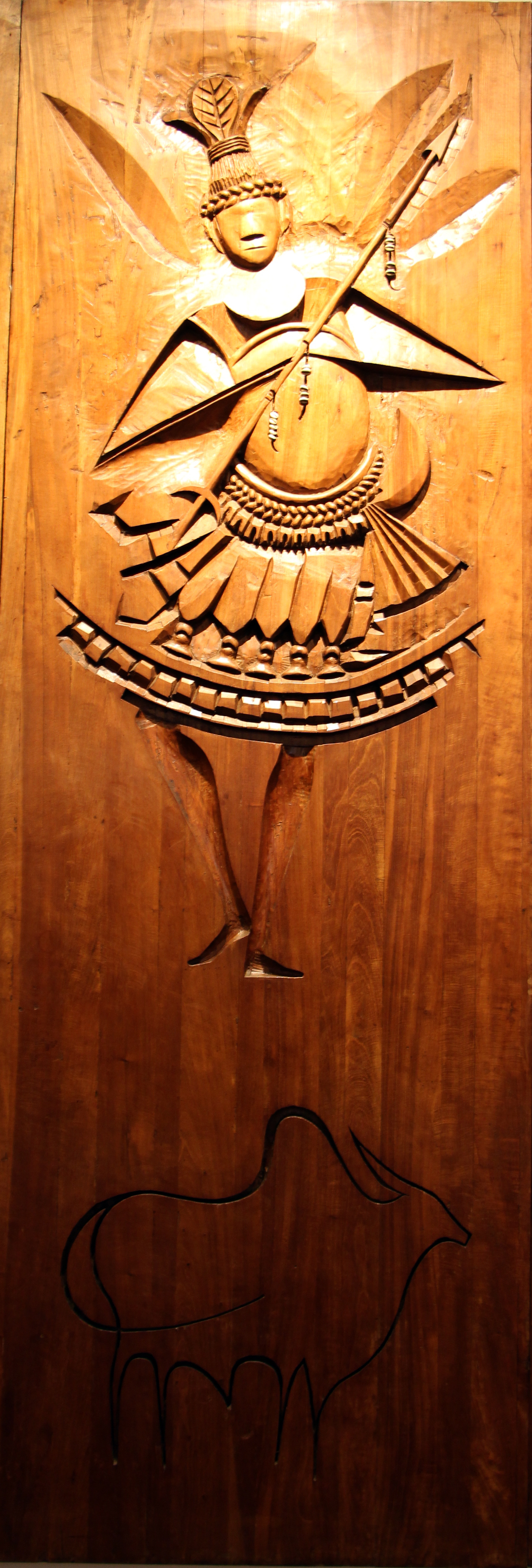
Irocô
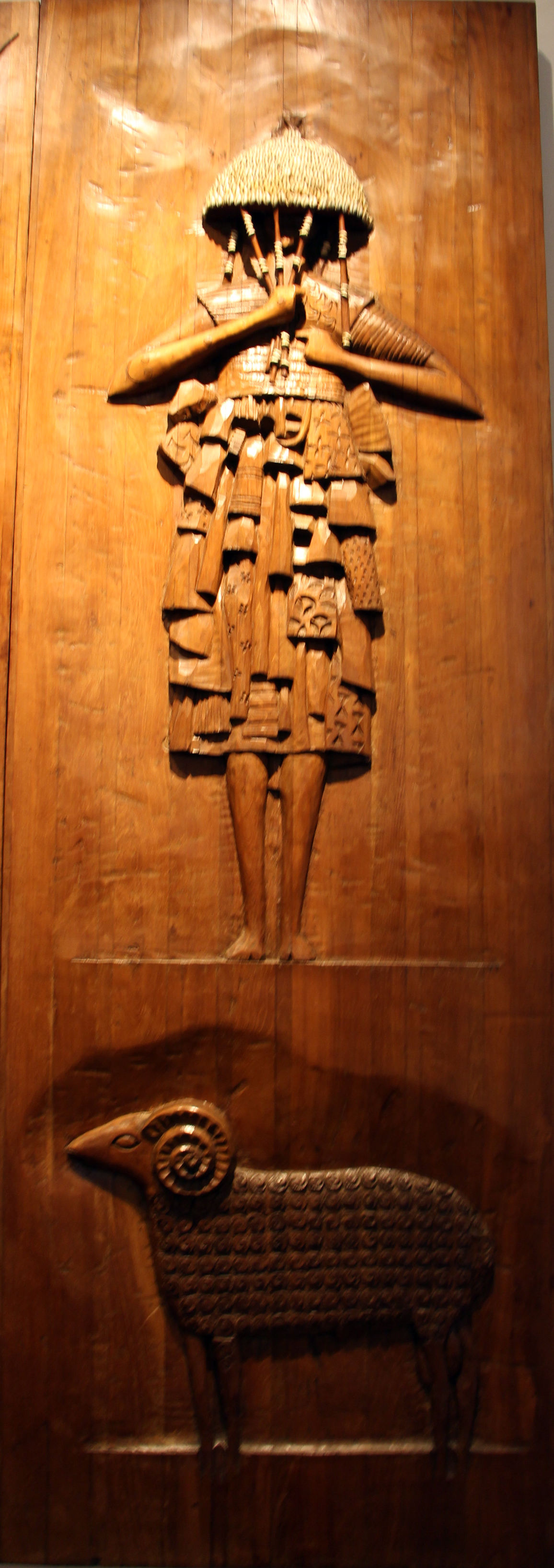
Baiâni

## Ligação externa
- Na África existem mais de 200 orixás, mas no Brasil eles foram reduzidos a 16 dos quais, 12 são os mais cultuados.